# Eskild Ebbesen
Eskild Ebbesen (* 27. května 1972 Silkeborg) je bývalý dánský veslař soutěžící v kategorii lehkých vah a stálý člen „zlaté čtyřky“ (Guldfireren), která dominovala tomuto sportu na přelomu tisíciletí. Jeho kariéra trvala od roku 1990 do roku 2012, závodil za Silkeborg Roklub, Odense Roklub a Danske Studenters Roklub. Po odchodu ze světa vrcholového sportu působí jako zdravotní poradce a motivační řečník.
Soutěžil zpočátku na osmě a od roku 1994 na čtyřce bez kormidelníka. Na letních olympijských hrách získal tři zlaté medaile (1996, 2004 a 2008) a dvě bronzové medaile (2000 a 2012). Na LOH 2004 byl vlajkonošem dánské výpravy. Šestkrát vyhrál mistrovství světa ve veslování (1994, 1997, 1998, 1999, 2002 a 2003) a třikrát skončil na MS na druhém místě (1993, 1995 a 2001).
V letech 1998 a 2004 byl zvolen dánským sportovcem roku. Obdržel Medaili Thomase Kellera a byl uveden do Síně slávy dánského sportu.
Jeho starším bratrem je politik a ekonom Carl Christian Ebbesen.